# Champ-Laurent
Champ-Laurent är en kommun i departementet Savoie i regionen Auvergne-Rhône-Alpes i sydöstra Frankrike. Kommunen ligger i kantonen Chamoux-sur-Gelon som tillhör arrondissementet Chambéry. År 2022 hade Champ-Laurent 31 invånare.

## Befolkningsutveckling
Antalet invånare i kommunen Champ-Laurent
| Referens: INSEE |